# Jonas Frykberg
Sten Jonas Frykberg, född 10 mars 1961 i Göteborg, är en svensk manusförfattare. 

## Filmmanus
- 2011 – Anno 1790 (TV-serie)
- 2004 – Min f.d. familj
- 2003 – Detaljer
- 1999 – Dödsklockan
- 1999 – En dag i taget. Panikångest
- 1998 – S:t Mikael
- 1995, 1997 – Radioskugga (TV-serie)